# Manuel Pérez Treviño
Manuel Pérez Treviño (* 5. Juni 1890 im Municipio de Guerrero (Coahuila); † 29. April 1945 in Nueva Rosita) war ein mexikanischer Militär, Politiker und Botschafter.

## Leben
Seine Eltern waren Candelaria Treviño de Pérez und Jesús Pérez Rodríguez. Er heiratete Esther González. Die Grundschule besuchte er in Guerrero (Coahuila) und Piedras Negras. Er machte sein Abitur im Ateneo Fuente und studierte Maschinenbau in Mexiko-Stadt. Ab 1913 beteiligte er sich an der mexikanischen Revolution mit einer von Mayor Carlos Prieto und ihm in den Eisenbahnwerkstätten von Piedras Negras entwickelten Kanone.
Mit dieser nahm er an den Schlachten von Salinas, Victoria, Teran, Linares und Monterrey teil und schoss in Victoria und Tampico. Beim Aufstand von Pancho Villa war er auf der Seite von Venustiano Carranza.
1916 schoss er in Villa Bravo als Leiter der Artillerie. 1917 wurde er zuerst zum Offizier und später zum Brigadegeneral befördert. 1920 schloss er sich den Aufständischen des Plan de Agua Prieta an und wurde von Álvaro Obregón, zu seinem Generalstabschef ernannt.
Am 4. März 1929 gründete er im Bundesstaat Querétaro die Partido Nacional Revolucionario und setzte sich ihr vor.
Er kandidierte bei den Präsidentschaftswahlen 1928. 1934 kandidierte er als Kandidat von Plutarco Elías Calles gegen Lázaro Cárdenas del Río. Als er unterlag, trat er in den auswärtigen Dienst Mexikos ein und war in zahlreichen südamerikanischen Staaten Militärattaché.
Im Januar 1939 gründete er mit Melchor Tortega und Joaquín Amaro die Partido Revolutionario Anticomunista.
| Vorgänger               | Amt | Nachfolger           |
| ----------------------- | --- | -------------------- |
| Miguel Alessio Robles   | Minister für Industrie, Handel und Arbeit 1923 bis 1924                                                                                         | Luis N. Morones      |
| Carlos Garza Castro     | Gouverneur von Coahuila 1925 bis 1928 | Bruno Neira González |
| —                       | Präsident der Partido Nacional Revolucionario 1929 bis 1930                                                                                     | Basilio Vadillo      |
| Marte R. Gómez          | Minister für Landwirtschaft und Entwicklung 1930 bis 1931                                                                                       | Saturnino Cedillo    |
| Lázaro Cárdenas del Río | Präsident der Partido Nacional Revolucionario 1931 bis 1933                                                                                     | Melchor Ortega       |
| Melchor Ortega          | Präsident der Partido Nacional Revolucionario 1933                                                                                              | Carlos Riva Palacio  |
| Genaro Estrada Félix    | Mexikanischer Botschafter in Madrid 18. März 1932 bis 1. November 1934                                                                          | Ramón P. de Negri    |
| Genaro Estrada Félix    | Mexikanischer Botschafter in Lissabon 20. März 1935 bis 1. Januar 1937                                                                          | Horacio Uribe        |
| Genaro Estrada Félix    | Mexikanischer Botschafter in Ankara 28. Oktober 1935 bis 1. Januar 1937 als Botschafter für Portugal und die Türkei ernannt mit Sitz in Madrid. | Ramón P. de Negri    |
| Ramón P. de Negri       | Mexikanischer Botschafter in Santiago de Chile 20. März 1937 bis 1. Mai 1938                                                                    | Pablo Campos Ortiz   |